# Nikepriset
Nikepriset är ett polskt litteraturpris som utdelats sedan 1997. Det är det mest prestigefyllda polska litteraturpriset och kan därför jämföras med det svenska Augustpriset. Prisets mål är att främja polsk samtidslitteratur, särskilt romaner. Prissumman uppgår till 100 000 zloty (ca 240 000 kr enligt kursen från juli 2014). Dessutom får pristagaren en statyett föreställande den grekiska segergudinnan Nike, utförd av konstnären Gustaw Zemła
Pristagaren utses i tre etapper mellan maj och oktober. I första etappen nominerar juryn 20 böcker, i andra etappen väljs 7 finalister ut, i tredje etappen koras segraren. Juryns slutsammanträde äger rum på dagen för prisutdelningen, första söndagen i oktober. Detta garanterar att ingen, inte ens pristagaren själv, kommer att känna till vinnaren i förväg. 
Prisets grundare och finansiärer är Polens största dagstidning Gazeta Wyborcza och stiftelsen Agora, knuten till tidningens ägarbolag Agora S. A. De nominerade böckerna i första och andra etappen presenteras utförligt i Gazeta Wyborcza. Juryn består av nio personer, de flesta litteraturkritiker och litteraturforskare. Dessutom utses varje år ”Läsarnas Nikepris” där Gazeta Wyborczas läsare röstar bland de sju finalböckerna. Vinnaren i den omröstningen får dock inget pris, bara äran. Åren 2000, 2001, 2004, 2008, 2015 och 2018 sammanföll läsarnas och juryns val. 

## Lista över pristagarna
- 1997 – Wiesław Myśliwski för romanen Widnokrąg (Synranden)
- 1998 – Czesław Miłosz för dikt- och prosaboken Piesek przydrożny (Gårdvaren)
- 1999 – Stanisław Barańczak för diktsamlingen Chirurgiczna precyzja (Kirurgisk precision)
- 2000 – Tadeusz Różewicz för dikt- och prosaboken Matka odchodzi (Mor går bort). (För en lista på översättningar av Różewicz till svenska se vidare Wikipediaartikeln Tadeusz Różewicz)
- 2001 – Jerzy Pilch för romanen Pod Mocnym Aniołem (Under en kraftig ängel)
- 2002 – Joanna Olczak-Ronikier för romanen W ogrodzie pamięci (I minnets trädgård; på svenska 2008)
- 2003 – Jarosław Marek Rymkiewicz för diktsamlingen Zachód słońca w Milanówku (Solnedgång i Milanówek)
- 2004 – Wojciech Kuczok för romanen Gnój (Dynga). (En novell av Wojciech Kuczok finns på svenska i antologin Navelsträngen i jorden från 2005.)
- 2005 – Andrzej Stasiuk för romanen Jadąc do Babadag (På vägen till Babadag; på svenska 2015)
- 2006 – Dorota Masłowska för romanen Paw królowej (Drottningens påfågel/Drottningens spya)
- 2007 – Wiesław Myśliwski för romanen Traktat o łuskaniu fasoli (Traktat om att sprita bönor)
- 2008 – Olga Tokarczuk för romanen Bieguni (Löparna; på svenska 2009)
- 2009 – Eugeniusz Tkaczyszyn-Dycki för diktsamlingen Piosenka o zależnościach i uzależnieniach (Sång om bundenheter och beroenden). (Ett antal dikter av författaren finns på svenska i antologin 17 polska poeter, 2003.)
- 2010 – Tadeusz Słobodzianek för pjäsen Nasza klasa (Vår klass; spelades på Teater Galeasen 2013-2014)
- 2011 – Marian Pilot för romanen Pióropusz (Fjäderplymen)
- 2012 – Marek Bieńczyk för essäsamlingen Książka twarzy (Ansiktsboken)
- 2013 – Joanna Bator för romanen Ciemno, prawie noc (Mörkt, nästan natt)
- 2014 – Karol Modzelewski för självbiografin Zajeździmy kobyłę historii. Wyznania poobijanego jeźdźca (Vi spränger fram på historiens märr: En blåslagen riddares bekännelser)
- 2015 – Olga Tokarczuk för romanen Księgi Jakubowe (Jakobsböckerna; på svenska 2015)
- 2016 – Bronka Nowicka för diktsamlingen Nakarmić kamień [3] (Att mata en sten)
- 2017 – Cezary Łazarewicz för det historiska reportaget Żeby nie było śladów (Så att det inte blir några spår)
- 2018 – Marcin Wicha för den självbiografiska essän Rzeczy, których nie wyrzuciłem (Saker jag inte kastade bort)

## Lista över vinnarna av Läsarnas Nike
- 1997 – Prawiek i inne czasy (Gammeltida och andra tider) av Olga Tokarczuk (på svenska 2006)
- 1998 – Mitologia Greków i Rzymian (Grekernas och romarnas mytologi) av Zygmunt Kubiak
- 1999 – Dom dzienny, dom nocny (Daghus, natthus) av Olga Tokarczuk (på svenska 2005)
- 2000 – Matka odchodzi (Mor går bort) av Tadeusz Różewicz
- 2001 – Pod Mocnym Aniołem (Under en kraftig ängel) av Jerzy Pilch
- 2002 – Gra na wielu bębenkach (Spel på många små trummor) av Olga Tokarczuk (på svenska 2002)
- 2003 – Wojna polsko-ruska pod flagą biało-czerwoną (Polsk-ryskt krig under rödvit flagga) av Dorota Masłowska
- 2004 – Gnój (Dynga) av Wojciech Kuczok
- 2005 – Podróże z Herodotem (På resa med Herodotos), reportagebok av Ryszard Kapuściński (på svenska 2007)
- 2006 – Dwukropek (Ett kolon), diktsamling av Wisława Szymborska (på svenska 2008)
- 2007 – Gottland, en reportagebok av Mariusz Szczygieł
- 2008 – Bieguni (Löparna) av Olga Tokarczuk
- 2009 – Gulasz z turula (Gulasch av turul) av Krzysztof Varga
- 2010 – Jerzy Giedroyc. Do Polski ze snu (Jerzy Giedroyc. Till Polen ur drömmen) – en biografi av Magdalena Grochowska
- 2011 – Dziennik 1962–1969 (Dagbok 1962-69) av Sławomir Mrożek
- 2012 – Miłosz, en biografi av Andrzej Franaszek
- 2013 – Morfina av Szczepan Twardoch
- 2014 – Ości (Fiskben) av Ignacy Karpowicz
- 2015 - Księgi Jakubowe (Jakobsböckerna) av Olga Tokarczuk (på svenska 2015)
- 2016 –  1945. Wojna i pokój (1945. Krig och fred) av Magdalena Grzebałkowska.
- 2017 – Dwanaście srok za ogon (Tolv skator vid stjärten) av Stanisław Łubieński.
- 2018 – Rzeczy, których nie wyrzuciłem (Saker jag inte kastade bort) av Marcin Wicha

## Mest nominerade
De författare som (fram till 2017) oftast varit nominerade till priset är Jerzy Pilch (10 gånger), Andrzej Stasiuk (8 gånger), Tadeusz Różewicz (7 gånger), Julia Hartwig, Ewa Lipska och Olga Tokarczuk (6 gånger) samt Jacek Dehnel, Piotr Matywiecki, Czesław Miłosz, Jacek Podsiadło, Ryszard Przybylski, Jarosław Marek Rymkiewicz och Magdalena Tulli (5 gånger).